# Divulgaciencia
Divulgaciencia es un proyecto educativo, organizado por la Fundación Caja Rioja. El programa aspira a fomentar las vocaciones científicas entre los escolares de diversos niveles educativos y acercar la ciencia y la tecnología sin tecnicismos a los ciudadanos. El proyecto comenzó en el año 2006 como un concurso para alumnos de instituto, cuyos trabajos se exponen posteriormente para su divulgación entre los ciudadanos.
En el año 2007 Divulgaciencia fue reconocido por el Ministerio de Educación y Ciencia como una de las más interesantes en el Año de la Ciencia. La actividad está parcialmente financiada por la Fundación Española para la Ciencia y la Tecnología (FECYT).

## Fases

### Concurso
El concurso está abierto a alumnos de 5º y 6º de Primaria, ESO, Bachillerato y Ciclos Formativos de Grado Medio y Grado Superior, que estudien en centros educativos de La Rioja. Los alumnos se organizan en equipos con un profesor y presentan un trabajo de investigación a la fundación. El tema de los trabajos debe estar relacionado con las ciencias naturales.

### Exposición de resultados
Los trabajos se exponen en el centro Caja Rioja-La Merced. Los correspondientes a los alumnos de Primaria y de Ciclos Formativos se exponen los primeros, comenzando con el final del mes de octubre. Los trabajos de alumnos de ESO y Bachillerato se exponen a partir de mediados de noviembre, a veces hasta entrado el mes de enero.

### Premios
Los premios de todas las categorías se entregan unos días después de la clausura de la exposición. El equipo ganador de cada categoría gana un viaje de carácter científico, que varía de una edición a otra.

## Actividades complementarias
El certamen escolar es la principal atracción del programa. Complementariamente, la fundación organiza charlas y talleres para niños y familias y, como novedad de la edición de 2018, talleres para adultos.